# Clotoide

Una porzione di spirale di Cornu (clotoide), ottenuta disegnando gli integrali di Fresnel (x, y) = (C(t), S(t)) per t nell'intervallo [-7,7]. Per t tendente a la curva converge verso i due punti marcati.

La clotoide o spirale di Eulero o anche spirale di Cornu (dal nome del fisico francese Alfred Cornu) è una curva la cui curvatura in ogni punto è proporzionale alla lunghezza del suo arco dall'origine fino a tale punto. Un problema connesso con le proprietà di questa curva venne posto per la prima volta probabilmente da Johann Bernoulli intorno al 1696.

## Etimologia e storia
Il nome deriva da una delle Parche della mitologia greca, Cloto (Κλωθώ, le altre due sono Làchesi e Àtropo), che avvolgeva il filo dell'esistenza di ogni persona attorno a due fusi: la curva ricorda infatti un filo avvolto tra due fusi rappresentati dai centri delle due spirali.  Proprio in riferimento alla Parca, fu il matematico italiano Ernesto Cesàro a dare a questa spirale nel 1896 il nome di clotòide, che si origina dal verbo del greco antico κλώθω (klòtho), filare e il suffisso -ειδής (-eidès), simile a.
La curva era stata studiata una prima volta da Eulero nel 1743 e le sue proprietà furono da lui stabilite nel 1781; poi, nel 1818 il fisico Augustin Fresnel sviluppò gli "integrali di Fresnel" con cui essa viene definita e rappresentata. Nel 1784 il fisico Alfred Cornu riscoprí indipendentemente questa curva e la applicò in studi sulla diffrazione.

## Formulazione
L'equazione di Cesaro della clotoide generalizzata è espressa tipicamente nella forma
{\displaystyle k=-{\frac {s^{n}}{a^{n+1}}}}
dove {\displaystyle k} è la curvatura, {\displaystyle s} l'ascissa curvilinea, {\displaystyle n} e {\displaystyle a} sono una coppia di parametri. Per {\displaystyle n=1} si ha la clotoide usuale, detta monoparametrica, per {\displaystyle n>1} si parla di iperclotoide, mentre per {\displaystyle n<1} di ipoclotoide. 

### Parametrizzazione
La curvatura {\displaystyle k_{\alpha }} di una curva {\displaystyle \alpha } con velocità unitaria è pari alla derivata dell'angolo di rotazione
{\displaystyle k_{\alpha }(s)={\frac {{\text{d}}\theta _{\alpha }(s)}{{\text{d}}s}}}
dove l'angolo di rotazione determinato da {\displaystyle \theta _{0}} è l'unica funzione differenziabile {\displaystyle \theta _{\alpha }:[a,\,b]\to \mathbb {R} } tale che
{\displaystyle {\frac {\alpha \prime (t)}{||\alpha \prime (t)||}}=\left(\cos(\theta _{\alpha }(t)),\,\sin(\theta _{\alpha }(t))\right)}
e
{\displaystyle \theta _{\alpha }(t_{0})=\theta _{0}}
per una curva regolare {\displaystyle \alpha (t):[a,\,b]\to \mathbb {R} ^{2}}, con {\displaystyle \theta _{0}\in [0,\,2\pi ]} tale che 
{\displaystyle {\frac {\alpha \prime (t_{0})}{||\alpha \prime (t_{0})||}}=\left(\cos(\theta _{0}),\,\sin(\theta _{0})\right)}
per un valore {\displaystyle t_{0}\in [a,\,b]} fissato.
Partendo dall'equazione naturale della clotoide
{\displaystyle k=-{\frac {s^{n}}{a^{n+1}}}}
integrando si ha
{\displaystyle \theta (s)=-{\frac {s^{n+1}}{(n+1)a^{n+1}}}}
da cui, per la definizione di angolo di rotazione
{\displaystyle \alpha \prime (s)=\left(\cos \left(-{\frac {s^{n+1}}{(n+1)a^{n+1}}}\right),\,\sin \left(-{\frac {s^{n+1}}{(n+1)a^{n+1}}}\right)\right)}.
Applicando il teorema fondamentale del calcolo integrale e un cambio di variabile per portare all'esterno il parametro a, si trova una parametrizzazione della clotoide generalizzata (al netto di possibili rototraslazioni):
{\displaystyle \left(x(t),\,y(t)\right)=a^{n+1}\,\left(\int _{0}^{t}\cos \left({\frac {u^{n+1}}{n+1}}\right){\text{d}}u,\,\int _{0}^{t}\sin \left({\frac {u^{n+1}}{n+1}}\right){\text{d}}u\right)}.
Per {\displaystyle n=1} si ha la clotoide usuale, la cui parametrizzazione è espressa rispetto agli integrali di Fresnel:
{\displaystyle \left(x(t),\,y(t)\right)=a\,\left(\int _{0}^{t}\cos \left({\frac {u^{2}}{2}}\right){\text{d}}u,\,\int _{0}^{t}\sin \left({\frac {u^{2}}{2}}\right){\text{d}}u\right)}.

## Applicazione nell'ingegneria delle infrastrutture

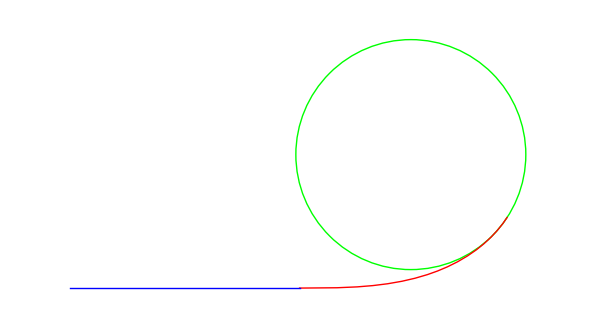
Esempio di transizione a raggio variabile (in rosso) da un tratto rettilineo (in blu) a un tratto a curvatura costante (in verde).

La clotoide è una curva a raggio variabile ed è usata per raccordare:
- Un rettifilo ed il successivo arco di cerchio (Clotoide di transizione);
- 2 archi di cerchio, uno interno all'altro, ma appartenenti a circonferenze non concentriche (Clotoide di continuità);
- 2 archi di cerchio, uno esterno all'altro e con concavità opposte (Clotoide di flesso).

Nell'ingegneria stradale si utilizza al fine di contenere il contraccolpo, ossia la variazione di accelerazione trasversale ed il rollio, ossia la rotazione del veicolo dovuta alla rotazione della piattaforma.
Nell'ingegneria ferroviaria, la clotoide è utilizzata per motivazioni simili. In passato era utilizzata la parabola cubica.